# فيكتوريا مايكلز
فيكتوريا مايكلز (بالإنجليزية: Victoria Michaels)‏ هي عارضة وممثلة نيجيرية وغانية، ولدت في 4 نوفمبر 1990 في أكرا في غانا. من الجوائز التي نالتها City People Entertainment Awards ‏.

## جوائز
- City People Entertainment Awards [الإنجليزية]‏